# روبرت ميتلاند
روبرت ميتلاند (بالإنجليزية: Robert Maitland)‏ هو لاعب كرة الماء أسترالي، ولد في 4 سبتمبر 1983.

## وصلات خارجية
- روبرت ميتلاند على موقع اللجنة الأولمبية الدولية (الإنجليزية)
- روبرت ميتلاند على موقع أوليمبيديا (الإنجليزية)
- روبرت ميتلاند على موقع اللجنة الأولمبية الأسترالية (الإنجليزية)